# Longvafjorden
Longvafjorden er en fjord i  Haram kommune på Sunnmøre  i Møre og Romsdal fylke i Norge. Den ligger mellem Haramsøya i vest og Flemsøya/Skuløya i øst. Fjorden går 7,5 kilometer mod sydøst fra Ullaholmen som ligger midt i indløbet.
I den nordvestlige del af fjorden er der bygget en dæmning over næsten hele fjorden fra Skuløya til sydsiden af Ullaholmen. Dæmningen går 1,5 kilometer ud i fjorden på et rev og fra Ullaholmen er der  bro over Ullasundet til Haramsøya. Ullasundet er derfor det eneste indløb til fjorden i denne ende. Bygden Austnes ligger på vestsiden af fjorden på Haramsøya. 
Den største dybde i fjorden er 60 meter og den er cirka 1.500 meter bred.